# Svenska repslageriarbetareförbundet
Svenska repslageriarbetareförbundet var ett svenskt fackförbund inom Landsorganisationen (LO) som bildades 1897 och som uppgick i Svenska textilarbetareförbundet 1906. 

## Historia
Förbundet bildades 1897 men den konstituerande kongressen hölls först 1900. Fem år senare hade förbundet endast tre avdelningar med 55 medlemmar total och var därmed LO:s minsta förbund. Litenheten gjorde att ekonomin var dålig och man sökte därför och fick tillåtelse att uppgå i Svenska textilarbetareförbundet 1906. Man hade då fyra avdelningar i Stockholm, Malmö, Norrköping och Linköping.